# Jefferson County (Colorado)
Jefferson County je okres ve státě Colorado v USA. K roku 2010 zde žilo 534 543 obyvatel. Správním městem okresu je Golden. Celková rozloha okresu činí 2 015 km². Pojmenován byl podle prezidenta Thomase Jeffersona.